# Paul de Senneville
Paul de Senneville (Parijs, 30 juli 1933 – 23 juni 2023) was een Franse componist en muziekproducent.

## Carrière
Hij begon als journalist bij de Franse krant France Soir. Later werd hij ook producent van tv-programma's.
Als directeur van de platenmaatschappij Disc AZ startte hij een nieuwe carrière met als basis zijn passie voor muziek.
Na het schrijven van zijn eerste song in 1962,werkte hij mee aan muziek voor songs in veel filmsoundtracks, geproduceerd door Franse bedrijven als Universe Galaxie en Daber Films. In 1968, als manager van Michel Polnareff, ontmoette hij Olivier Toussaint en beiden vormden een succesvol partnerschap als componisten. Hun songs werden opgenomen door belangrijke Franse artiesten als Mireille Mathieu, Michèle Torr, Christophe, Hervé Vilard, Dalida, Petula Clark en Claude François. Dit partnerschap leidde tot meer dan 100 miljoen internationaal verkochte platen. Als partner van tekstschrijver Jean-Loup Dabadie schreef hij Tous les bateaux, tous les oiseaux, een Franse hit van Michel Polnareff. In 1975 bereikte de Dolannes melodie de 4e plaats in de Nederlandse Nationale Hitparade.
Spoedig richtten ze de band Pop Concerto Orchestra op, waarin Toussaint leadzanger was. Spoedig daarna lanceerden ze hun tweede band Anarchic System. Beide bands verkochten over een periode van vijf jaar miljoenen platen.
Senneville overleed  op 89-jarige leeftijd.

## Discografie
- 1975: Dolannes Melodie
- 1977: Ballade pour Adeline
- 1978: A comme amour
- 1978: Les jardins de Monaco (met Olivier Toussaint)
- 1979: Lettre à ma mère
- 1985: Souvenir d'enfance
- 1987: Mariage d'amour
- 1987: Eléana
- 1988: Sagittaire
- 1991: Song of Ocarina
- 1994: Comme ils sont loin les souvenirs
- 1997: Hungarian Sonata
- 1998: Chinese Garden
- 1999: Princesse du désert
- 2001: J 'aime les gens qui s'aiment
- 2004: Pour tout l'amour du monde
- ????: Tous Les Bateaux, Tous Les Oiseaux

### Filmcomposities
- 1974: Convoy of Women (als Paul De Senneville)
- 1974: Par ici la monnaie
- 1974: Celestine, Maid at Your Service
- 1974: No Pockets in a Shroud
- 1974: French Romance
- 1975: Tamara ou Comment j'ai enterré ma vie de jeune fille
- 1975: Dangerous Passions
- 1975: Comment se divertir quand on est cocu mais intelligent
- 1975: Peeping Tom in the Lime Light
- 1975: L'arrière-train sifflera trois fois
- 1976: French Erection
- 1977: French Deep Throat
- 1977: Des collégiennes très... spéciales
- 1977: Un amour de sable
- 1978: And Long Live Liberty
- 1978: Les putes infernales
- 1979: A Very Special Woman
- 1979: La nuit de l'été
- 1983: Baby Cat
- 1984: Irreconcilable Differences

- Bibsys: 8048414
- Bibliothèque nationale de France: cb148352594 (data)
- Catàleg d'autoritats de noms i títols de Catalunya: 981058519538306706
- Gemeinsame Normdatei: 134519728
- International Standard Name Identifier: 0000 0000 7731 5650
- Library of Congress Control Number: no97022600
- Nationale Bibliotheek van Letland: 000050095
- MusicBrainz: 75c7574a-0e44-4aa0-9940-b98940219013
- Nationale Bibliotheek van Tsjechië: xx0186497
- Nationale Bibliotheek van Israël: 987007349112505171
- Nationale Bibliotheek van Polen: a0000003412585
- Nationale en Universitaire bibliotheek Zagreb: 000726887
- Nederlandse Thesaurus van Auteursnamen: 071981829
- Réseau des bibliothèques de Suisse occidentale: 02-A006340694
- Système universitaire de documentation: 179826239
- Virtual International Authority File: 22328731
- WorldCat: E39PBJpYx4gdK9YRV4bMJyvj4q